# Screamers
Screamers je dokumentární film o genocidách. V roce 2006 ho režírovala Carla Garapedianová. Neodmyslitelnou součástí filmu se stala skupina System of a Down, která nejen, že vytvořila soundtrack k filmu, ale také poskytla několik rozhovorů a záznamů z koncertů. Film se snaží poukázat na hrůzy, kterými si prošly některé národy v dávných dobách, ale i v současnosti. Pozornost je upírána především na první genocidu ve 20. století - na genocidu Arménů. Dále na genocidy ve Rwandě a Darfuru. Samozřejmostí jsou rozhovory s přeživšími, s odborníky a také s lidmi, kteří se snaží na tyto hrůzné události upozornit a zabránit jejich opakování. Turecký novinář Hrant Dink arménského původu, který v dokumentu vystupoval, byl krátce po jeho premiéře zavražděn sedmnáctiletým tureckým nacionalistou.

## Ocenění
Film byl v roce 2006 oceněn cenou AFI Audience Award za nejlepší dokument.